# Licence (juridique)
Pour les articles homonymes, voir Licence.
 (décembre 2014).
 (octobre 2012).
Si vous disposez d'ouvrages ou d'articles de référence ou si vous connaissez des sites web de qualité traitant du thème abordé ici, merci de compléter l'article en donnant les références utiles à sa vérifiabilité et en les liant à la section « Notes et références ».
 (mai 2013).
Une licence, dans le droit français, est, en droit administratif, une autorisation, ou, en droit commercial, un contrat de licence.

## Concession de licence
Une concession de licence est une forme d’alliance stratégique qui implique la vente d’un droit d’utilisation d’un certain savoir (la dénommée propriété intellectuelle) d’une façon déterminée. Cette propriété intellectuelle peut être enregistrée, par exemple sous la forme d’un brevet ou d’une marque commerciale, de dessins et modèles afin d’établir les droits du propriétaire. Ou bien celle-ci peut être présente dans l’entreprise sous forme de savoir-faire capitalisé en expérience opérationnelle.
À des fins de concession de licence, le savoir-faire inclut tant les connaissances commerciales et administratives que les connaissances techniques. L’accord de licence est l’accord légal qui définit ce qui doit être transféré du donneur de licence au preneur et il en spécifie les conditions.
En règle générale, le preneur de la licence paie une somme au départ. À cela s’ajoutent normalement des redevances dont le mode de calcul et le montant peuvent être très variables, selon le secteur, le domaine technologique ou le contexte commercial. Une clause de paiement minimal est considérée comme essentielle et certaines entreprises autorisent le preneur à bénéficier d’un « état de grâce » avant de lancer la production et les ventes. Il y a également des entreprises qui font des accords de licence mutuels et ainsi elles peuvent se contenter d’échanger des licences plutôt que de les payer.
D’après la CNUCED, le flux de redevances et de primes de licences s’élevait à 72 millions de dollars en 2001.
Le licensing est souvent considéré comme une barrière ou une contrainte pour le commerce et un risque dans les investissements à l’étranger. Le licensing peut servir de cheval de Troie dans le sens où cela permet à une entreprise de pénétrer un marché étranger sur lequel elle n’aurait pas eu d’accès autrement. Le licensing peut générer des possibles nouveaux concurrents et cela est souvent considéré comme une alliance stratégique de dernier recours lorsque les autres solutions ne sont pas envisageables.

## Types de licence

### Licence de marque commerciale
Licence de marque (en) (fortement employée par Pierre Cardin)

### Licence d'exploitation des œuvres de l'esprit
Les licences d'exploitation des œuvres de l'esprit sont des contrats passés entre des auteurs ou ayants droit et d'autres personnes à qui elles concèdent des droits dont ils ont acquis l'exclusivité au titre du droit d'auteur.

#### Licence de libre diffusion
Une licence de libre diffusion (parfois abrégé LLD) ou licence ouverte est un acte unilatéral par lequel l'auteur renonce à certains des droits que lui offrent le droit d'auteur quant à l'utilisation, à la modification, à la rediffusion et à la réutilisation de l'œuvre dans des œuvres dérivées.

#### Licence libre
Une licence libre est un acte unilatéral, par lequel l'auteur d'une œuvre de l'esprit renonce à tout ou partie des droits que lui confère le droit d'auteur, en laissant au minimum les possibilités de modification, de rediffusion et de réutilisation de l'œuvre dans des œuvres dérivées. Ces libertés sont limitées, une limitation courante étant de ne pas autoriser la redistribution de l'œuvre et des œuvres dérivées sous d'autres conditions, principe nommé copyleft ou partage dans les mêmes conditions.

#### Licence propriétaire
La notion de licence propriétaire ou licence privative désigne toute licence qui n'est pas une licence libre.

##### Licence de logiciel
Une licence de logiciel est un contrat par lequel le titulaire des droits d'auteur sur un programme informatique définit avec son cocontractant (exploitant ou utilisateur) les conditions dans lesquelles ce programme peut être utilisé, diffusé ou modifié.

##### Licence sur les données
Il existe des licences spécifiques pour les jeux de données et les bases de données comme la Licence Ouverte ou l'Open Database License.

### Licences d'entrepreneur de spectacles
Les licences d'entrepreneur de spectacles sont attribuées par un organisme administratif aux professionnels du spectacle vivant. À ne pas confondre avec les licences d'exploitation des œuvres de l'esprit.